# Poeciliopsis occidentalis
Poeciliopsis occidentalis, tên thông thường là Gila topminnow, là một loài cá nước ngọt thuộc chi Poeciliopsis trong họ Cá khổng tước. Loài này được mô tả lần đầu tiên vào năm 1853.

## Từ nguyên
Trong tiếng Latinh, từ occidentalis có nghĩa là "phương tây", có lẽ ám chỉ phạm vi phân bố của nó ở phía tây Mexico.

## Phân bố và môi trường sống
P. occidentalis có phạm vi phân bố rải rác ở Bắc Mỹ, Trung Mỹ và phía bắc Nam Mỹ. Loài cá này được tìm thấy ở lưu vực sông Gila, sông Colorado và sông Yaqui (tây nam Hoa Kỳ) trải dài xuống lưu vực của sông Concepción và Sonora (tây bắc Mexico); phía nam Guatemala và Honduras; tây bắc Colombia.
P. occidentalis có thể sống trong môi trường nước ngọt lẫn nước lợ, vùng nước lặng đến vùng nước có dòng chảy vừa. Môi trường sống ưa thích của loài này các thảm rong tảo dày đặc trên đáy cát hoặc bùn để làm nơi trú ẩn.
Mất môi trường sống và chịu sự cạnh tranh với các loài ngoại lai, đặc biệt là loài Gambusia affinis, đã khiến cho P. occidentalis biến mất trên phạm vi rộng ở Hoa Kỳ, làm giảm mức độ phong phú của loài này. P. occidentalis vẫn còn phổ biến ở khắp phía bắc bang Sonora (Mexico), nhưng cũng đã bị suy giảm nhiều ở những khu vực này do sự phát triển của các loài cá ngoại lai.

## Sinh thái học
Mùa sinh sản của P. occidentalis chủ yếu diễn ra trong khoảng thời gian từ tháng 1 đến tháng 8; tuy nhiên trong các suối nước nóng, chúng có thể sinh sản quanh năm.
P. occidentalis là loài ăn tạp, thức ăn của chúng bao gồm mùn bã, rong tảo, động vật giáp xác và ấu trùng của các côn trùng và các loài cá khác (nhưng hiếm).

## Mô tả
Chiều dài cơ thể lớn nhất được ghi nhận ở P. occidentalis là gần 6 cm.